# Кампињан
Кампињан (фр. Campugnan) насеље је и општина у југозападној Француској у региону Аквитанија, у департману Жиронда која припада префектури Бле.
По подацима из 2011. године у општини је живело 465 становника, а густина насељености је износила 74,64 становника/km². Општина се простире на површини од 6,23 km². Налази се на средњој надморској висини од 84 метара (максималној 43 m, а минималној 14 m).

## Демографија
| 1962. | 1968. | 1975. | 1982. | 1990. | 1999. | 2011. |
| ----- | ----- | ----- | ----- | ----- | ----- | ----- |
| 343   | 348   | 303   | 404   | 427   | 407   | 465   |

График промене броја становника у току последњих година